# نسمة يوسف إدريس
نسمة يوسف إدريس أو نسمة إدريس (ولدت سنة1976) هي كاتبة قصة قصيرة مصرية، حصلت مجموعتها القصصية «ملك ولا كتابة» على المركز الثاني في جائزة ساويرس.
كتبت نسمة إدريس أول قصصها وهي في السادسة عشرة من عمرها، وكان عنوانها «الشرنقة». تعمل نسمة إدريس أستاذًا مساعدًا بقسم اللغة الإنجليزية بكلية آداب جامعة القاهرة.

## أسرتها
نسمة إدريس هي ابنة الدكتور يوسف إدريس، ولها شقيقان هما بهاء وسامح، وهي متزوجة من الدكتور محمد عبد الرازق، وهو طبيب أسنان.